# Kinmen
Kinmen (金門T, 金门S, JīnménP; Tongyong Pinyin: Jinmén; Wade-Giles: Chin1-men2; POJ: Kim-mn̂g; Jyutping: Gam1 mun4; letteralmente: "Porta Dorata" o "Cancello Dorato"), noto anche come Quemoy, è un piccolo arcipelago di varie isole amministrato dalla Repubblica di Cina (RDC) (Taiwan): Kinmen Maggiore (大金門), Kinmen Minore a alcune isolette.  Amministrativamente, è la Contea di Kinmen della provincia del Fujian taiwanese. 
La contea è rivendicata come parte della prefettura di Quanzhou nel Fujian della Repubblica Popolare Cinese (RPC). Alcune isole di altre contee, come Wuchiu, furono trasferite sotto la giurisdizione della Contea di Kinmen dal governo della RDC dopo la sconfitta della Guerra civile cinese e la ritirata a Taiwan. Le Isole Matsu sono l'altro gruppo di isole sulla costa del Fujian controllate dalla RDC. Il motivo per cui le isole rimasero alla Cina nazionalista era che essa disponeva della totalità delle forze militari navali cinesi, mentre la Cina comunista ne era in quel momento del tutto priva.
Molti degli abitanti della contea parlano la lingua min meridionale (hokkien). A causa della distanza dall'isola di Formosa, la maggior parte dei residenti asserisce di parlare "kinmenese" piuttosto che "taiwanese", sebbene i due dialetti siano mutuamente intelligibili. Geograficamente è molto vicina a Xiamen, non più di 2 chilometri. I residenti della municipalità di Wuchiu parlano il puxian min, in contrapposizione al Min nan del resto di Kinmen.

## Storia
Diversamente dall'isola di Taiwan e dalle isole Penghu, Kinmen non fu mai ceduta al Giappone, perché, sebbene fosse occupata dalle forze nipponiche dal 1937 al 1945, era (ed è ancora) considerata parte della provincia del Fujian, sia per la Repubblica Popolare Cinese che per la Repubblica di Cina.
L'isola fu teatro di un bombardamento e di uno scambio di colpi d'artiglieria tra le forze della RPC e della RDC durante la prima e la seconda crisi dello stretto di Formosa, essendo anche uno dei principali argomenti delle elezioni presidenziali statunitensi del 1960 tra Kennedy e Nixon, quando l'espressione "Quemoy e Matsu" entrò nel linguaggio della politica statunitense. L'isola di Quemoy (Kinmen) e le Isole Matsu segnavano infatti il confine estremo di Taiwan rispetto alla Cina continentale ed erano al centro della contesa territoriale tra i due stati. 
Durante la campagna per le elezioni presidenziali, pur dichiarando entrambi di essere pronti a far intervenire le forze militari statunitensi a difesa di Taiwan se la RPC avesse invaso l'isola, Kennedy e Nixon espressero opinioni divergenti circa l'opportunità di intervenire anche a difesa di Kinmen e delle Matsu. Negli anni cinquanta, gli Stati Uniti avevano comunque minacciato di usare le armi nucleari contro la RPC se avesse attaccato l'isola.
Data la sua posizione geografica a ridosso della Cina continentale, Kinmen aveva infatti un'importanza strategica ed in origine fu una zona militare. Tuttavia, l'isola fu passata al governo civile alla metà degli anni novanta, e fu consentito di viaggiare da e verso Taiwan. I viaggi diretti fra la Cina continentale e Kinmen furono aperti nel 2002, e c'è stato da allora un ampio sviluppo turistico sull'isola proprio in previsione dei turisti continentali. I viaggi diretti furono sospesi nel 2003 in conseguenza della estensione della SARS, ma sono in seguito ripresi quando la questione è stata ridimensionata.
Molti uomini d'affari taiwanesi usano il collegamento attraverso Kinmen per entrare nella Cina continentale perché è considerato più economico e più semplice che entrare attraverso Hong Kong. Tuttavia, questo è cambiato in seguito alle visite di esponenti della Coalizione pan-azzurra nella Cina continentale nel 2005 e alle vittorie del Kuomintang (KMT) nelle elezioni presidenziali e legislative nel 2008, che consentirono più agevoli relazioni nello stretto. Kinmen ha sperimentato un notevole boom economico in quanto molti imprenditori si sono ricollocati nell'isola per avere più facile accesso ai vasti mercati della Repubblica Popolare Cinese.

## Economia
L'economia di Kinmen è basata principalmente sul turismo e sui servizi per via della sua prossimità alla Cina continentale.

## Turismo

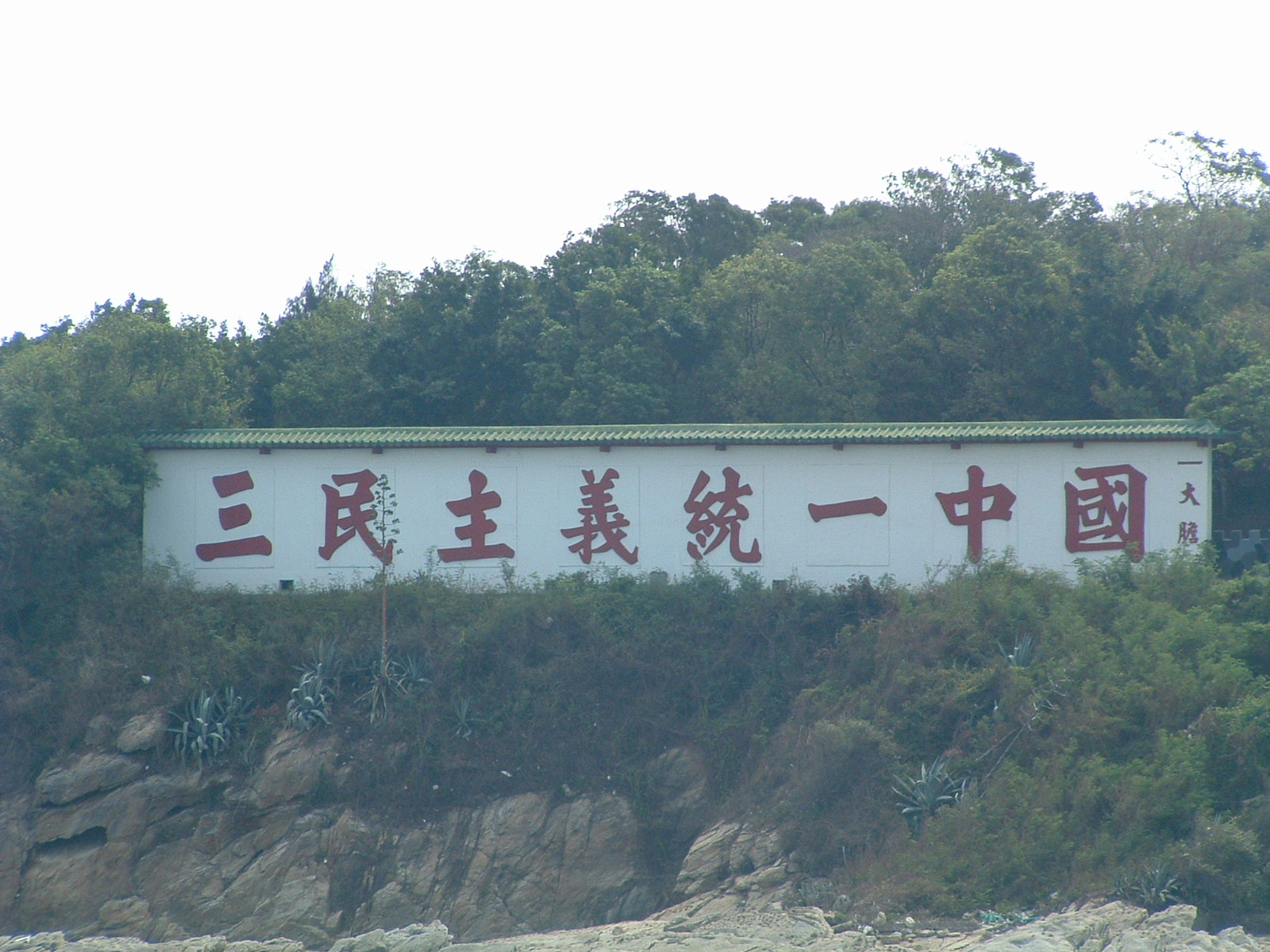
Lo slogan "I Tre Principi del Popolo uniscono la Cina", ubicato a Kinmen

Kinmen è riconosciuta come parco nazionale. A causa della sua importanza militare, lo sviluppo edilizio sull'isola fu estremamente limitato. Come risultato, essa è ora una popolare destinazione turistica per il fine settimana per i taiwanesi ed è nota per i suoi tranquilli villaggi, la sua architettura vecchio stile e le sue spiagge. Per via delle estese campagne di bombardamenti tra la RPC e la RDC, Kinmen è famosa per i suoi coltelli ricavati dai proiettili di artiglieria (i cosiddetti "coltelli di Kinmen"). Gli artigiani locali infatti erano soliti raccogliere le vaste quantità di proiettili esplosi e lavorarne l'acciaio, ricavandone coltelli di alta qualità che sono tuttora ricercati da cuochi e intenditori. Kinmen è anche la patria del liquore Kaoliang, una bevanda alcolica che varia tra i 38 e i 63 gradi, altamente apprezzata dai taiwanesi. L'aeroporto di Kinmen si trova sull'isola maggiore.

## Politica
L'isola vota costantemente per il Kuomintang (KMT). Fino ai primi anni novanta, i fautori dell'indipendenza di Taiwan sostenevano che avrebbero considerato la possibilità di cedere Kinmen alla RPC in qualsiasi accordo negoziato. I residenti dell'isola si sono fortemente opposti a tali iniziative, temendo, soprattutto in passato, le conseguenze delle politiche del governo cinese sul loro tenore di vita e sulla loro libertà politica.
Essendo il territorio della Repubblica di Cina più vicino alla Repubblica Popolare Cinese, è particolarmente esposto in caso di conflitto tra le due parti, in particolare vista la vasta superiorità militare della seconda.

## Comuni

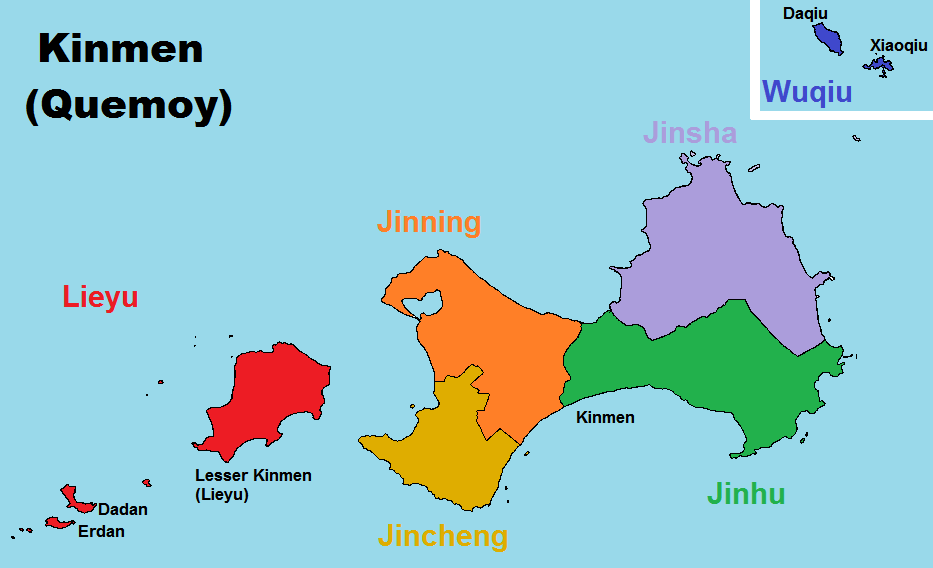
Suddivisione della Contea di Kinmen in comuni

La Contea di Kinmen è suddivisa in sei comuni:
| Nome               | Hanzi  | Hanyu Pinyin | Wade-Giles  | Tongyong Pinyin | Hokkien Pe̍h-ōe-jī | Significato italiano |
| ------------------ | ------ | ------------ | ----------- | --------------- | ----------------- | -------------------- |
| Comune di Jincheng | 金城鎮 | Jīnchéng     | Chin-ch'eng | Jīnchéng        | Kim-siâⁿ-tìn      | Città Dorata         |
| Comune di Jinsha   | 金沙鎮 | Jīnshā       | Chin-sha    | Jinsha          | Kim-soaⁿ-tìn      | Sabbia Dorata        |
| Comune di Jinhu    | 金湖鎮 | Jīnhú        | Chin-hu     | Jinhú           | Kim-ô·-tìn        | Lago Dorato          |
| Comune di Jinning  | 金寧鄉 | Jīnníng      | Chin-ning   | Jinníng         | Kim-lêng-hiong    | Tranquillità Dorata  |
| Comune di Lieyu    | 烈嶼鄉 | Lièyǔ        | Lie-yü      | Lièyǔ           | Lia̍t-sū-hiong     | Isolette Eroiche     |
| Comune di Wuqiu    | 烏坵鄉 | Wūqiū        | Wu-ch'iu    | Wuciou          | O·-kiu-hiong      | Tumulo Nero          |

Tutti questi comuni sull'isola di Kinmen Maggiore iniziano i loro nomi con Jin ("oro"). Il comune di Lieyu abbraccia l'intera isola di Kinmen Minore ed è il più vicino a Xiamen. Il Comune di Wuqiu comprende l'isoletta di Qiu Maggiore (大坵) e l'isoletta di Qiu Minore (小坵).
Jincheng e Jinsha sono i più grandi dei sei comuni. Complessivamente, ci sono 37 villaggi a Kinmen, tre dei quali – tutti in Zhen (鎮) – sono villaggi Li (里); il resto sono villaggi Cun (村).

## Istruzione
L'Università Nazionale di Quemoy (國立金門大學) si trova a Jinning.

## Galleria d'immagini

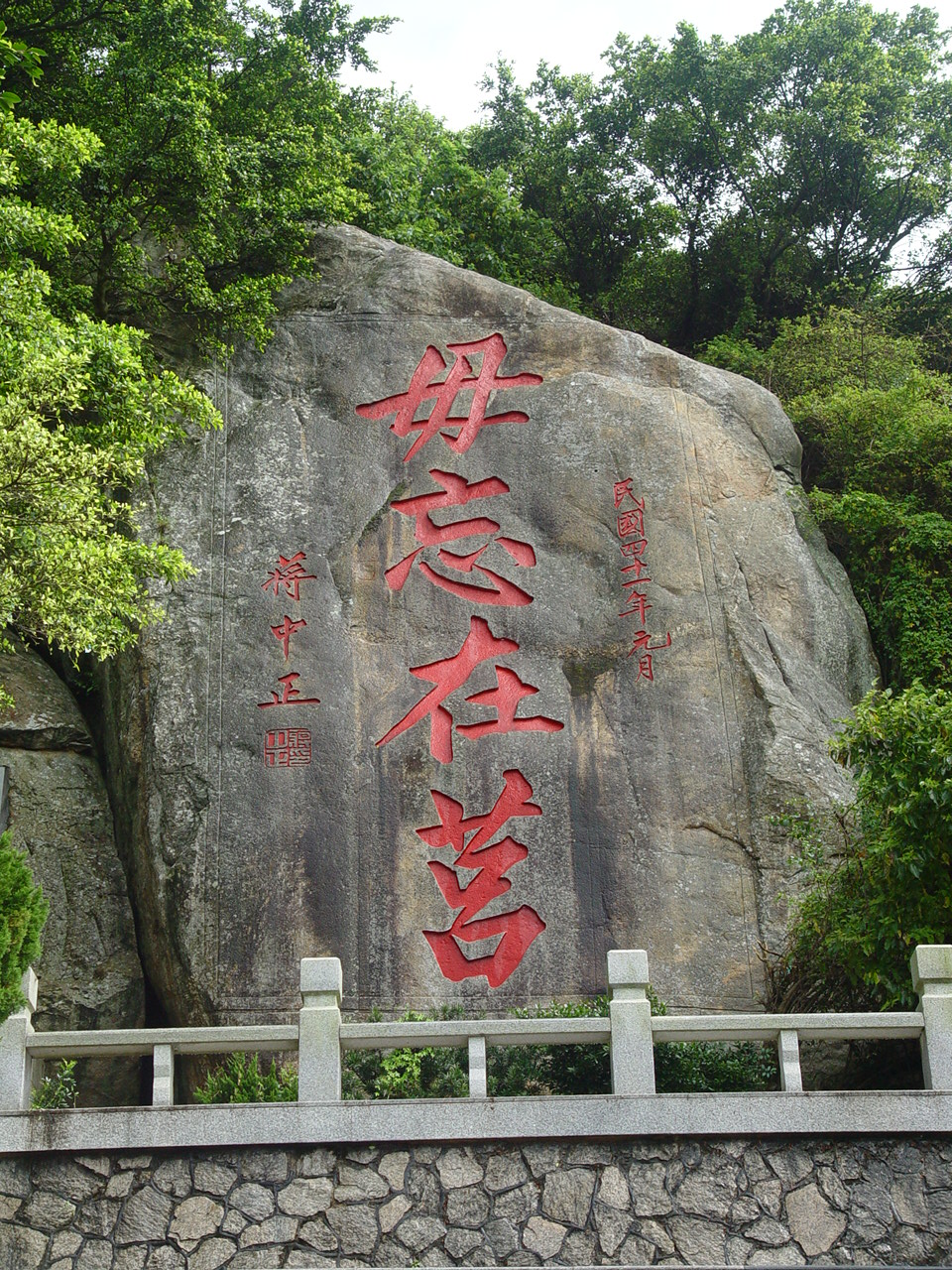
Calligrafia dell'ex presidente Chiang Kai-shek intagliata su una roccia a Kinmen: Dice: "Non dimenticare ciò che accadde a Jǔ" - un'allusione al Periodo dei regni combattenti quando lo Stato di Qi, chiuso in un angolo nella città di Ju dallo Stato di Yan, riuscì a contrattaccare e a riprendersi il suo territorio. Questo è inteso come un'analogia con la situazione tra la Repubblica di Cina e la Repubblica Popolare Cinese. Altri slogan che alludono al "riprendersi il continente" si possono ancora trovare a Kinmen.
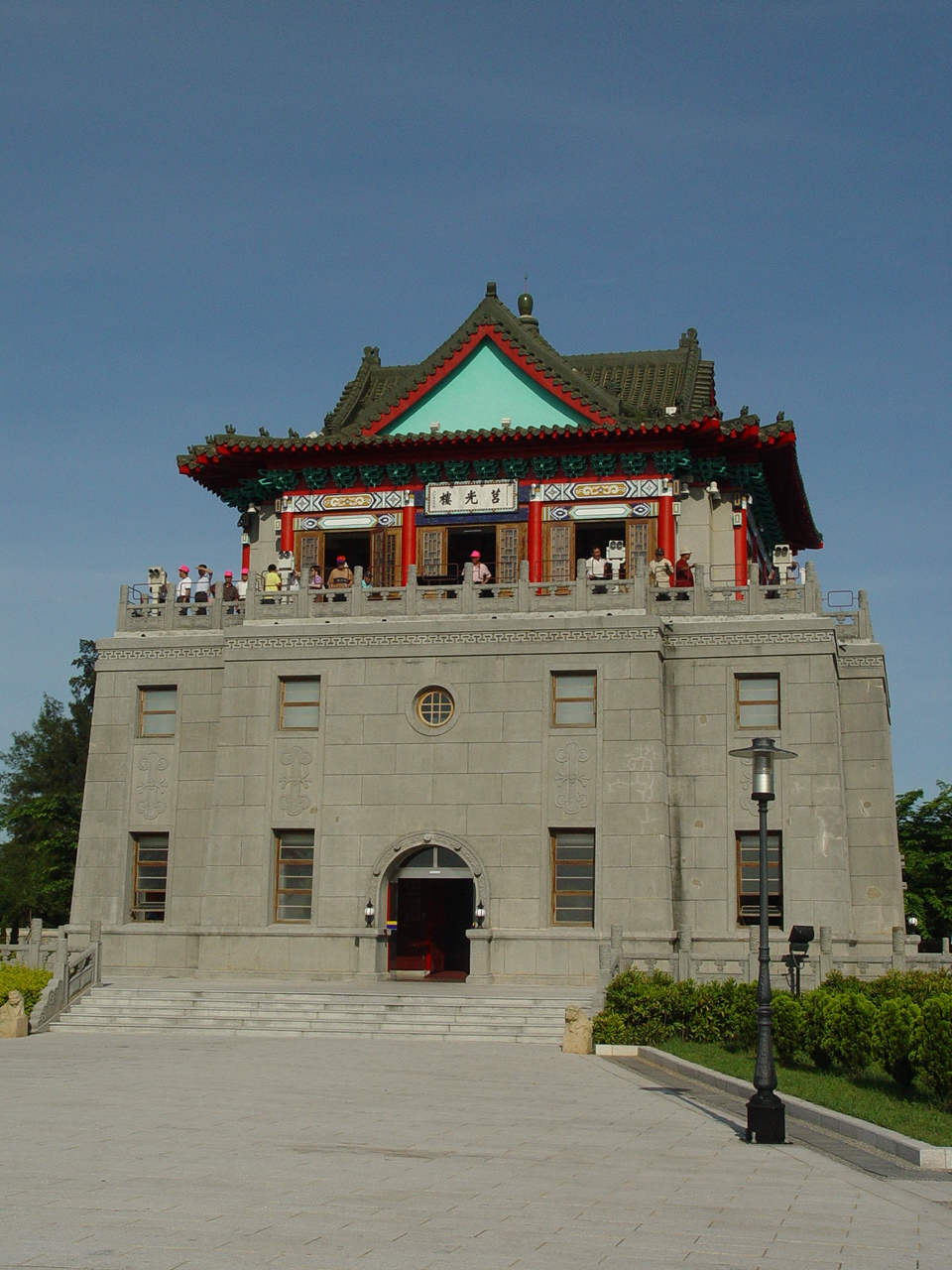
La Torre di Juguang ("Splendore di Ju"), un famoso punto di riferimento di Kinmen.
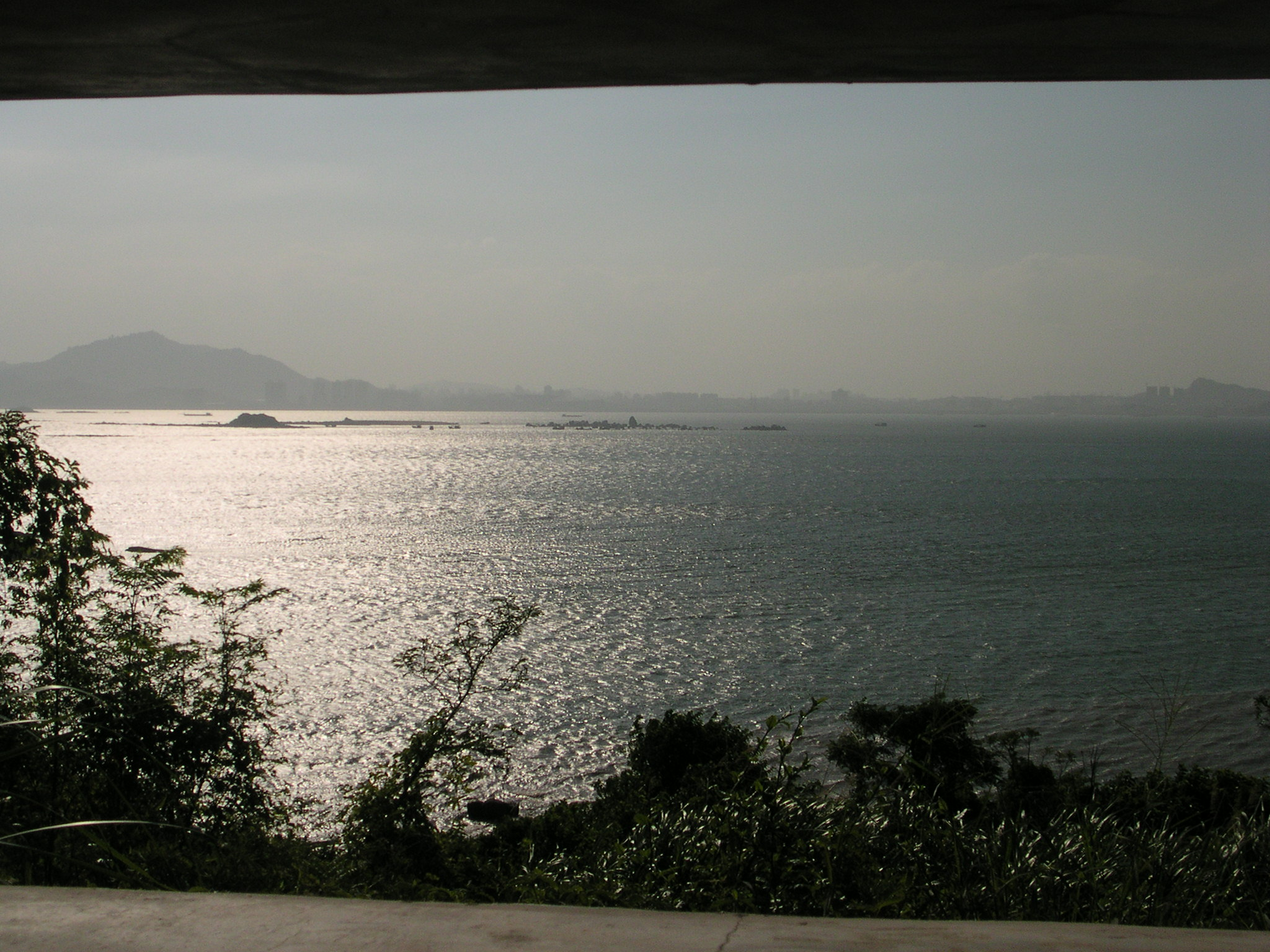
Xiamen vista da Lieyu.